# Hero (Charlotte-Perrelli-Lied)
Hero (eng. für „Held“) ist ein im Jahr 2008 veröffentlichter Popsong der schwedischen Sängerin Charlotte Perrelli. Geschrieben wurde er von Fredrik Kempe und Bobby Ljunggren, produziert von Peter Boström. Mit dem Titel gewann Perrelli die schwedische Vorentscheidung Melodifestivalen 2008 am 15. März 2008 und trat mit dem Stück für Schweden beim Eurovision Song Contest 2008 in Belgrad an.
Die Single zum Song aus dem gleichnamigen Album erschien am 12. März 2008. Sie erreichte die schwedischen Singlecharts und wurde für mehr als 10.000 verkaufte Exemplare mit Gold ausgezeichnet. Nach dem Auftritt in Serbien erreichte die Single Platinstatus für mehr als 40.000 verkaufte Einheiten.

## Entstehungsgeschichte
Fredrik Kempe und Bobby Ljunggren sind bekannte Gesichter des Melodifestivalen, also des schwedischen Vorentscheids für den Eurovision Song Contest. Kempe selbst nahm erstmals 2004 an dem Wettbewerb teil, damals auch als Sänger, während Bobby Ljunggren bereits 1987 Lieder für den Wettbewerb schrieb, darunter 1995, 1998 und 2006 die Siegertitel, die auch alle drei mindestens in die Top Ten kamen. Die beiden arbeiteten schon zusammen seit 2005. Hero wurde später der erste von bis heute vier Siegertiteln für Kempe.
Kempe schrieb den Text, der vom Heldentum und von Liebe handelt. Die Musik zu dem Dance-Popsong schrieben sie gemeinsam. Das Lied wurde schließlich zum einen Måns Zelmerlöw vorgestellt, zum anderen Charlotte Perreli, die beide eine Version einsangen. Allerdings fand auch Zelmerlöw das Lied passender für Perrelli, die den Eurovision Song Contest 1999 mit dem Song Take Me to Your Heaven für sich entscheiden konnte. Perrelli hatte vorher bereits einige Angebote für weitere Ausgaben des Melodifestivalen abgelehnt, mochte den Titel jedoch bereits beim ersten Anhören und sagte deshalb auch zu. Schließlich wurde auch ihre Version als einzige eingesandt.
Peter Boström von Bassflow Productions produzierte den Titel in seinem Studio in der Nähe von Stockholm.

## Teilnahme beim Eurovision Song Contest 2008

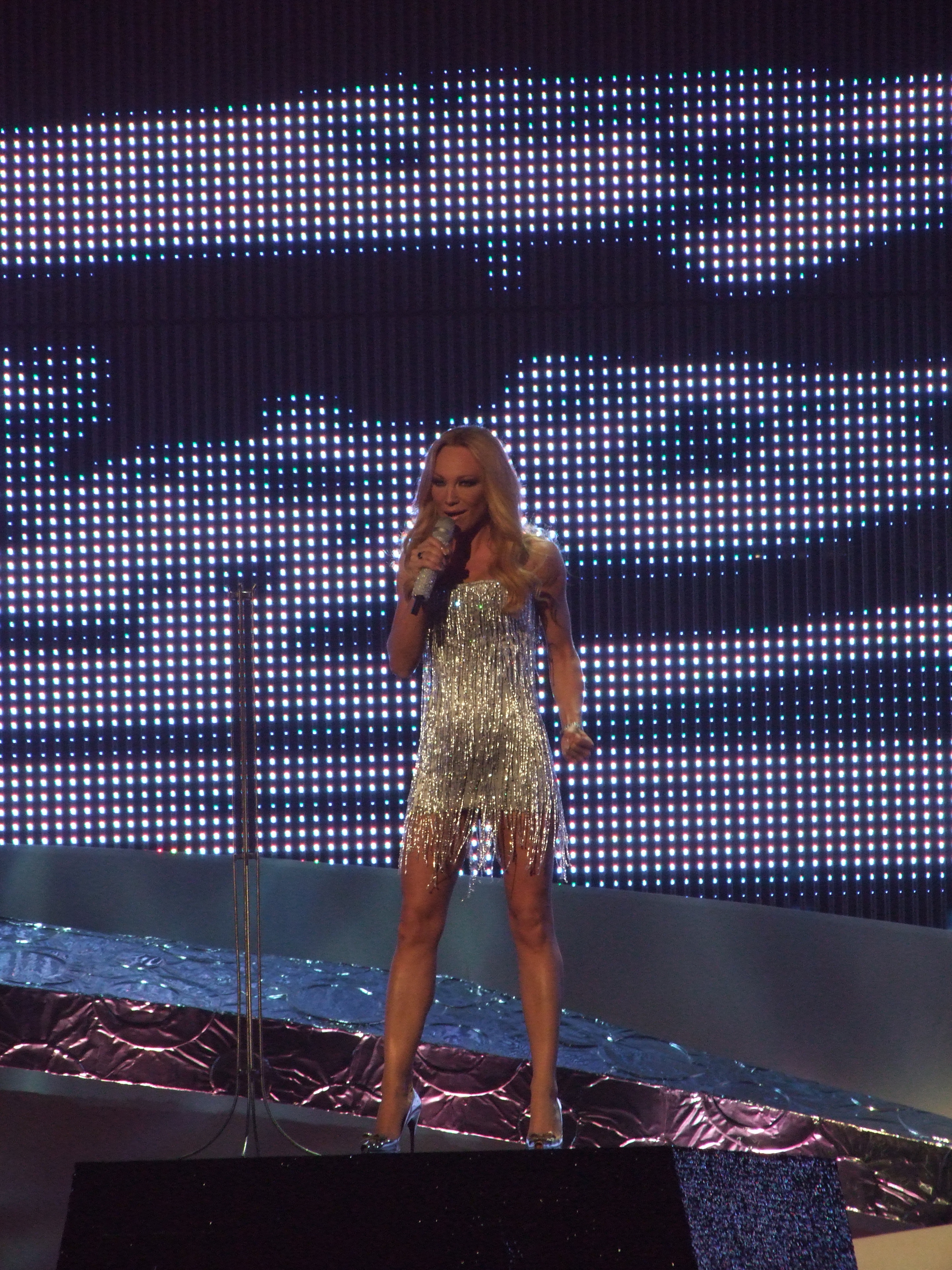
Charlotte Perrelli beim Finale des Eurovision Song Contests 2008

Bei der schwedischen Vorentscheidung am 15. März 2008 gewann Perrelli das Finale und durfte somit Schweden beim ESC in Belgrad vertreten. Charlotte Perrelli schaffte es in das Finale und erreichte mit 47 Punkten den 18. von 25 Plätzen.

## Veröffentlichung
Bereits im Februar war eine Downloadversion erhältlich. Die eigentliche Single erschien am 12. März 2008 in Schweden zusammen mit einer Instrumentalversion des Stückes. Universal Music veröffentlichte außerdem am 23. April Charlotte Perrellis Album, benannt nach dem Song. Dort befindet sich das Stück an zweiter Stelle.

## Musikvideo
Das Musikvideo zum Song wurde am 14. und 15. April 2008 in Stockholm gedreht. Am 7. Mai 2008 wurde das Video offiziell veröffentlicht. Darin trägt Perrelli ein goldenes Kleid für 15.000 Kronen, das sie vorher bei Victoria Beckham gesehen hatte und das sie auch bei ihrem Auftritt beim Eurovision Song Contest trug. Das Video wurde an zwei Tagen an verschiedenen Standorten im Zentrum von Stockholm gedreht, darunter der Ericsson Globe, wo auch das Finale des Melodifestivalen ausgestrahlt wurde.

## Kommerzieller Erfolg

### Chartplatzierungen
Hero erreichte am 13. März, also zwei Tage vor der finalen Entscheidung, Platz eins der schwedischen Charts. Insgesamt verweilte es dort 19 Wochen, davon fünf Wochen auf Platz eins. In der Schweiz erreichte es Platz 65. Das Lied erreichte außerdem auch in Finnland (Platz 18), Norwegen (Platz 20), Dänemark (Platz 24) und in Ungarn Platz vier die Charts.
| ChartsChartplatzierungen | Höchstplatzierung | Wochen |
| ------------------------ | ----------------- | ------ |
| Schweden (GLF)           | 1 (19 Wo.)        | 19     |
| Schweiz (IFPI)           | 65 (1 Wo.)        | 1      |

| ChartsJahrescharts (2008) | Platzierung |
| ------------------------- | ----------- |
| Schweden (GLF)            | 1           |

### Auszeichnungen für Musikverkäufe
| Land/Region     | Auszeichnungen für Musikverkäufe (Land/Region, Auszeichnung, Verkäufe) | Verkäufe |
| --------------- | ---------------------------------------------------------------------- | -------- |
| Schweden (IFPI) | Platin                                                                 | 20.000   |
| Insgesamt       | 1× Platin ·                                                            | 20.000   |

## Besetzung
- Gesang: Charlotte Perrelli
- Gitarre: Pontus Söderqvist
- Viola: Irene Bylund
- Geige: Martin Bylund
- Background-Gesang: Agnetha Kjörsvik, Anna Nordell
- Produzent: Peter Boström
- Produzent (Gesang)/Mix: Grizzly (Gustav Robert Jonsson)
- Arrangeur: Fredrik Hult, Ola Larsson
- Arrangeur (Streicher): Mattias Bylund